# Trichosia glabra
Trichosia glabra är en tvåvingeart som först beskrevs av Johann Wilhelm Meigen 1830.  Trichosia glabra ingår i släktet Trichosia och familjen sorgmyggor.
Artens utbredningsområde är Tyskland. Arten är reproducerande i Sverige. Inga underarter finns listade i Catalogue of Life.